# Про дивацтва любові (фільм, 1983)
«Про дивацтва любові» — радянська комедія 1983 року режисера Теодор Вульфович.
Один із небагатьох радянських фільмів 3D — стереоскопічний фільм, знятий у кіносистемі «Стерео-70».

## Сюжет
Юна красуня Мадіна, студентка-біолог, купивши абрикоси на базарі в Кабардино-Балкарії, випадково виявляє, що такого сорту ні вона, ні її науковий керівник професор Травкін, не знають. Бажання знайти нове дерево штовхає її та професора у подорож. Але не може Мадіну відпустити без нагляду закоханий у неї юнак Джамал, і пускається навздогін за коханою… Пошуки абрикоса супроводжуються пригодами, несподіваними подіями та зустрічами з різними людьми, і в результаті наполегливість вчених-ботаніків та любов молодих людей призведе до успіху та щастя.

## В ролях
- Ігор Ледогоров — професор Травкін
- Тамара Яндієва — Мадіна
- Сосо Джачвліані — Джамал
- Муса Дудаєв — Ахох
- Роман Філіппов — Солтан-Хамід
- Віктор Уральський — пасічник
- Борис Миронюк — Умаров
- Алі Тухужев — Хан
- та інші

## Знімальна група
- Режисер — Теодор Вульфович
- Сценаристи — Віктор Віткович, Ірина Мей, Теодор Вульфович
- Оператор — Микола Большаков
- Композитор — Моїсей Вайнберг

## Критика
Доводиться визнати, що творці комедії «Про дивацтва любові» начисто забули про закони видовищності. Анекдот, покладений в основу курортних пригод молодих закоханих, можна розповісти за 10 хвилин. А на екрані він триває півтори години, наповнюючись нескінченною низкою непотрібних і нудних подробиць. До того ж у фільмі безпорадне музичне рішення. А ефекти стереоскопії занадто шаблонні. Під час перегляду раз у раз виникає питання — а чи комедія це? Аж надто несмішно…— Олександр Федоров